# ایتاکورا کاتسوکیو
ایتاکورا کاتسوکیو (به ژاپنی: 板倉 勝静 Itakura Katsukiyo); ۱۴ فوریهٔ ۱۸۲۳ – ۶ آوریل ۱۸۸۹) دایمیو، روجو و سیاستمدار در دوره ادو اهل ژاپن بود. بعدها به یک راهب شینیویی تبدیل شد.